# Ljubljanska kolesarska mreža
Ljubljanska kolesarska mreža (LKM), društvo za vzpodbujanje kolesarjenja in trajnostne mobilnosti, je neprofitna prostovoljska nevladna organizacija, ki deluje na območju Ljubljane naprej od svoje ustanovite leta 2000.

## Delovanje društva
Društvo se zavzema za izboljšanje sistemskih pogojev za vožnjo kolesa v prometu in kot sredstva za rekreacijo, vzpodbujanje razvoja kolesarjenja in trajnostnega prometa, ter s tem posledično tudi ostalih segmentov družbe (gospodarstva, kulture, bivanja, sociale, zdravstva in okolja).
Društvo spremlja razvoj ljubljanske kolesarske infrastrukture. Če pride do neustrezne izvedbe površin za kolesarje - kar pomeni, da te predstavljajo kolesarju nevarnost ali neudobje - je neusrtezna izvedba uvrščena na seznam Pasti za kolesarje v Ljubljani. Posodobljeni seznam se v presledku parih let pošlje na Mestno občino Ljubljana, kjer morajo njeni uradniki pripraviti odgovor katere pasti ne bodo naredili kolesarjem bolj prijazne in zakaj. 
Leta 2010 je bila s strani društva izdana brošura Pobude za prijazno kolesarsko infrastrukturo. Odziv Mestne občine Ljubljana na brošuro je bil umik prepovedi kolesarjenja s severnega dela Barjanjske ceste ter strinjanje o izvedljivosti umika prepovedi kolesarjenja po pločniku ob Grajskem griču na Roški cesti. 
Društvo je vse od svoje ustanovitve organiziralo večje število protestov, ki so izražali zahtevo po boljši kolesarski infrastrukturi v Ljubljani. V zadnjih letih se je društvo usmerilo predvsem v organizacijo in soorganizacijo dogodkov za vzpodbujanje kolesarjenja: arhitekturni kolesarski izleti, izleti po Ljubljanskem barju in kolesarski festivali.
Vsi protesti in kolesarski dogodki vključujejo uvodne nagovore, čemur sledi večinoma krajše kolesarjenje po Ljubljani.
Društvo organizira sestanek članov praviloma enkrat na mesec.
Društvo je ustanovni član Slovenske kolesarske mreže (SKM) in preko nje tudi Evropske kolesarske federacije (ECF).

### Osnovni kratkoročni cilji društva
- širjenje zavesti, da je kolesarjenje poleg javnih prevoznih sredstev edini smiselni način hitrega premikanja v urbanih okoljih;
- zagotavljanje, vključenosti kolesarjenja v vse relevantne prometne in urbanistične načrte;
- sprememba Zakona o varnosti v cestnem prometu, tako da bo prijaznejši za kolesarje;
- zaščita (predvsem pravna) kolesarjev v primeru prometnih nezgod in nasilja s strani motoriziranega prometa ter policije;
- politični pritisk na vplivne osebe na ravni občine, mesta in države;
- skrb za stalno prisotnost prometne problematike v javnih občilih.

### Dolgoročni cilji društva
Dolgoročni cilj delovanja društva LKM je, da se kolesarjenje kot način transporta in rekreacije razširi povsod v Ljubljani in njeni okolici.
Društvo poudarja, da vlaganje v trajnostne načine premikanja po prostoru prinaša dolgoročno blagodejne učinke na celotno družbo.

### Predsedniki društva
- Samo Kuščer: 2000-2007
- Janez Bertoncelj: 2007-2009
- Gašper Žemva: 2009 - avgust 2012
- Luka Gabršček, vršilec dolžnosti predsednika društva: avgust 2012,
- Lea Rikato Ružič